# رون تونغيك
رون تونغيك (بالإنجليزية: Ruon Tongyik) (28 ديسمبر 1996 - ) هو لاعب كرة قدم أسترالي في مركز الدفاع.

## روابط خارجية
- رون تونغيك على موقع قاعدة بيانات كرة القدم.إي يو (الإنجليزية)
- رون تونغيك على موقع ناشيونال فوتبول تيمز (الإنجليزية)
- رون تونغيك على موقع Soccerway.com (الإنجليزية)